# Маски (Дебюсси)
Маски (фр. Masques) L. 105 — фортепианная пьеса французского композитора Клода Дебюсси, написанная в 1904 году. Пьеса впервые публично была исполнена 10 февраля 1905 года испанским пианистом Рикардо Виньесом. В том же концерте он также впервые сыграл другую пьесу Дебюсси — «Остров радости» L. 106, которая близка ей по времени написания и имеет некоторые общие автобиографические предпосылки. Обе эти пьесы были написаны под впечатлением от картин французского художника Антуана Ватто (первоначально они задумывались композитором как первая и последняя части своеобразного музыкального триптиха).
В июле 1904 года Дебюсси, женатый на манекенщице Розали (Лили) Тексье, и певица-любительница Эмма Бардак, которая была замужем за парижским банкиром Сигизмундом Бардаком, бросают своих супругов, бежав из Парижа. Лето и осень они проводят вдвоём на севере Франции и некоторое время в Англии (Джерси, Истборн). В эти напряжённые и драматические месяцы их жизни появились эти две контрастные по своему настроению фортепианные пьесы Дебюсси.
Маргерит Лонг, которая усматривала в пьесе отчётливое автобиографическое влияние, в своей книге «За роялем с Дебюсси» передаёт слова композитора поясняющие концепцию сочинения : «— Это не итальянская комедия! Это трагическое выражение существования». В примечании M. Лонг сообщает, что после смерти  Дебюсси его вторая жена Эмма Бардак нашла в его бумагах заметки, подтверждающие именно такую оценку пьесы, и передала их пианистке. Также по её мнению:
В этой необыкновенной пьесе очень ясно проявилась натура Метра. Как я уже говорила, Дебюсси был раздираем мучительными страстями, которые он предпочитал прикрывать иронией.